# Borrello
Borrello község (comune) Olaszország Abruzzo régiójában, Chieti megyében.

## Fekvése
A megye déli részén fekszik. Határai: Civitaluparella, Fallo, Pescopennataro, Quadri, Rosello, Sant’Angelo del Pesco és Villa Santa Maria.

## Története
Első írásos említése a 11. századból származik. A következő századokban nemesi birtok volt. Önállóságát a 19. század elején nyerte el, amikor a Nápolyi Királyságban felszámolták a feudalizmust.

## Népessége
A népesség számának alakulása:

## Főbb látnivalói
- Sant’Egidio Abate-templom